# Culto Decadário
O Culto Decadário (Culte Decadeire), ou Culto do Décimo Dia, foi uma religião civil semi-oficial da França durante o período do Diretório (1795-1799), destinada a oferecer uma alternativa não-cristã após a descristianização do país.

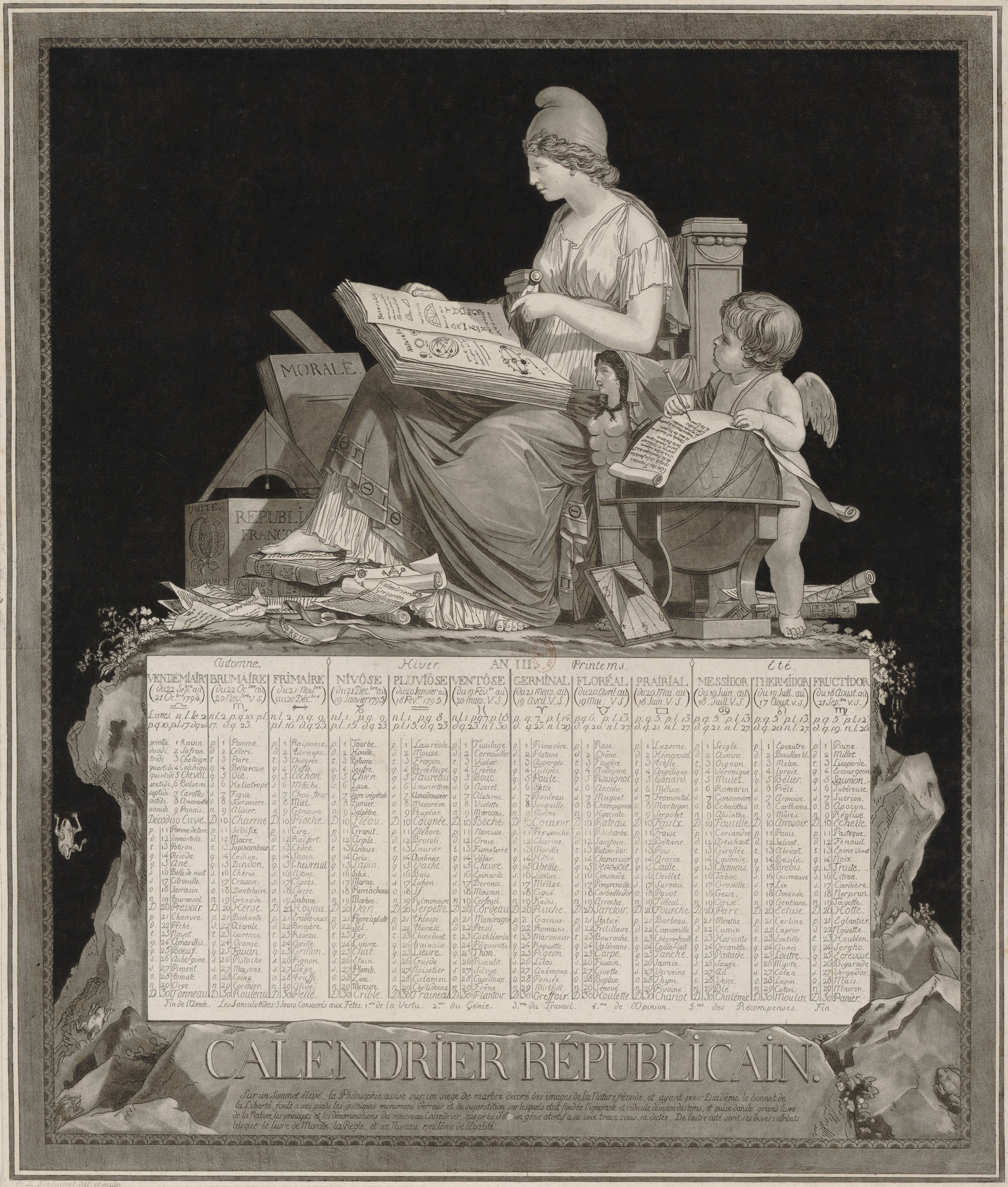
O Calendário Republicano Francês e suas "décadas" (décadi), dias de descanso que substituíam o domingo em uma semana de 10 dias.

Substituiu o culto cristão dominical por um feriado quase religioso no décadi, o dia de descanso da semana de 10 dias do Calendário Republicano Francês.

## Contexto

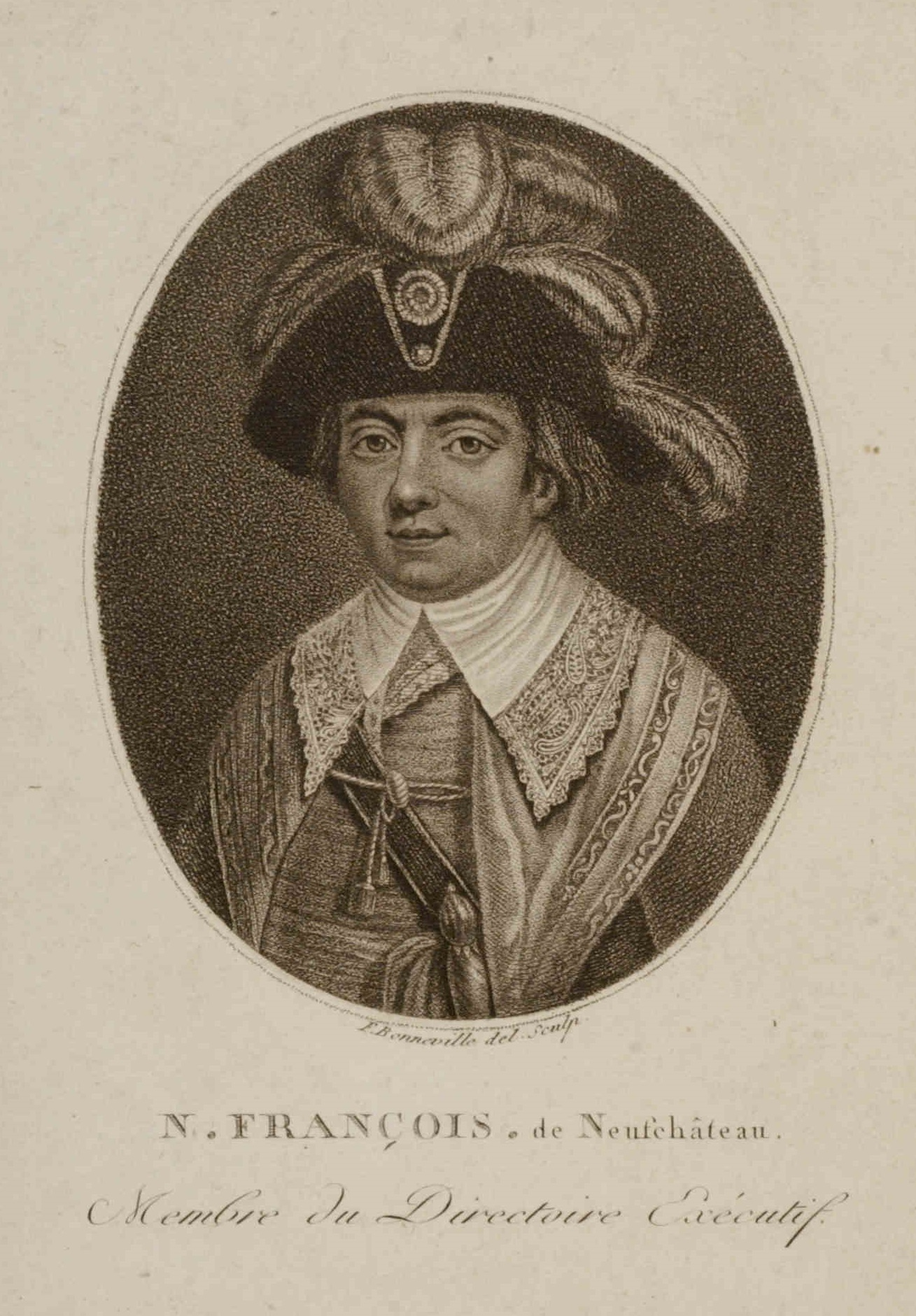
Nicolas-Louis François de Neufchâteau, membro do Diretório e responsável pela oficialização do Culto Decadário na França.

No período revolucionário francês houve várias tentativas de se estabelecer uma religião civil oficial para a França, apesar do anticlericalismo revolucionário e da separação formal entre o Estado e a Igreja consagrada pela Constituição de 1795 (Ano III). Estas incluíram o Culto da Razão, o Culto ao Ser Supremo e, após o Terror, a Teofilantropia.
O Culto Decadário foi oficialmente estabelecido pelo decreto de François de Neufchâteau, membro do Diretório, em 6 de setembro de 1798 (20 de Frutidor do Ano VII), sendo suprimido por Napoleão Bonaparte após o golpe de 18 de Brumário do Ano VIII (1799) e oficialmente abolido pela "Lei Sobre Cultos" de 7 de abril de 1801 (18 de Germinal do Ano X). O calendário revolucionário também seria abolido por Napoleão em 1805.

## Princípios
O culto era baseado em festas, as chamadas fêtes decadeires, que eram celebradas a cada “década" (décadi) da semana de 10 dias do calendário revolucionário. Além disso, existia um ciclo de festivais anuais, nos quais eram celebrados vários temas como a juventude, a velhice, a fundação da República Francesa e a execução de Luís XVI. Os festivais incluíam canções patrióticas, banquetes, jogos e entrega de prêmios.
O culto não era um movimento propriamente deísta, embora definitivamente não fosse ateu, estando ligado à ideais de virtude e à glorificação da natureza, e sendo, em alguns casos, realizado em templos específicos e ministrado por autoridades públicas. Buscava, acima de tudo, substituir a religiosidade do domingo cristão. Foram eventos patrióticos altamente politizados, destinados a promover normas e valores republicanos entre a população francesa.